# پارک ملی آسپرومونته
پارک ملی آسپرومونته (به ایتالیایی: Parco nazionale dell'Aspromonte) یک پارک ملی در ایتالیا است که در Metropolitan City of Reggio Calabria واقع شده‌است.